# 후쿠다촌 (후쿠오카현)
후쿠다촌(福田村)은 후쿠오카현 아사쿠라군에 있던 촌이다. 현재의 아사쿠라시의 일부에 해당한다.